# 利尻郡
利尻郡（日语：／ Rishiri gun */?）為日本北海道宗谷綜合振興局的郡，位於北海道北方的利尻島上。
郡名源自阿伊努語的「ri-sir」（高的島）。

## 轄區
轄區包含2町：
- 利尻町
- 利尻富士町

## 沿革

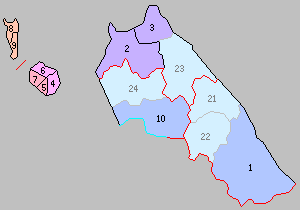
北海道一・二級町村制施行時利尻郡下辖町村（4.鬼胁村 5.仙法志村 6.鴛泊村 7.沓形村 赤：利尻町 桃：利尻富士町）

- 1869年8月15日：北海道設置11國86郡，北見國利尻郡成立。
- 1897年11月：北海道實施支廳制，北見國利尻郡隸屬宗谷支廳之管轄，此時利尻郡下轄鬼脇村、石崎村、鴛泊村、本泊村、仙法志村、沓形村。[1]（6村）
- 1902年4月1日：鬼脇村、石崎村合併為鬼脅村，鴛泊村、本泊村合併為鴛泊村，並與仙法志村和沓形村同時成為北海道二級村。（4村）
- 1923年4月1日：鬼脅村和鴛泊村成為北海道一級村。
- 1924年4月1日：沓形村成為北海道一級村。
- 1943年6月1日：北海道一級二級町村制廢止，仙法志村改為內務省指定村。
- 1946年10月5日：指定町村制廢止。
- 1949年11月1日：沓形村改制為沓形町。（1町3村）
- 1956年9月15日：沓形町和仙法志村合併為利尻町。（1町2村）
- 1956年9月30日：鬼脅村和鴛泊村合併為東利尻村。（1町1村）
- 1959年9月：東利尻村改制為東利尻町。（2町）
- 1990年9月30日：東利尻町改名為利尻富士町。